# Prosiek
Prosiek é um município da Eslováquia, situado no distrito de Liptovský Mikuláš, na região de Žilina. Tem 12,65 km² de área e sua população em 2018 foi estimada em 216 habitantes.

## Demografia
| Ano:        | 1994 | 2004   | 2014   | 2024    |
| ----------- | ---- | ------ | ------ | ------- |
| Broj ljudi: | 205  | 192    | 194    | 244     |
| Razlika:    |      | -6,34% | +1,04% | +25,77% |

| Ano:               | 2023 | 2024   |
| ------------------ | ---- | ------ |
| Número de pessoas: | 238  | 244    |
| Diferença:         |      | +2,52% |